# Arapeí
Arapeí is een gemeente in de Braziliaanse deelstaat São Paulo. De gemeente telt 2.582 inwoners (schatting 2009).

## Aangrenzende gemeenten
De gemeente grenst aan Bananal, São José do Barreiro, Barra Mansa (RJ) en Resende (RJ).